# 専称寺 (山形市)
専称寺（せんしょうじ）は、山形市緑町(旧寺町)にある真宗大谷派の寺院。山号は最上山。
本尊は阿弥陀如来伝春日作。

## 起源と歴史
文明15年（1483年）、本願寺第8世蓮如の高弟、願正が現在の天童市高擶に草庵を建てたことに始まる。第3世寿全のときに専称寺を号する。第4世乗慶の文禄4年（1595年）、最上義光の娘で豊臣秀次の侍女だった駒姫が、豊臣秀吉に謀反の疑いをかけられた秀次に連座し、わずか15歳で処刑されてしまうという事件が起こる。義光はこれに深く悲しみ、翌年駒姫の供養のため、駒姫の生母である大崎夫人が浄土真宗に帰依していた関係から、高擶にあった当寺を山形の二王堂小路（現在の旅籠町、山形地方裁判所、山形市役所の地）に移建した。その後慶長3年（1598年）に八町四方の寺領を寄進して現在地に移転、壮大な伽藍を建立し、13ヶ寺の塔頭を持つ寺内町を形成した。この界隈は以後「専称寺町」（通称：寺町）と称され、現在でも多くの寺院が残る。高擶の寺跡には、願行寺が建立されている。
専称寺の位置は笹谷街道から北に入る位置であり、仙台への備えとして戦略的に重要な場所であった。また領内の真宗系寺院96か寺を専称寺末寺とすることで、一向一揆を抑える狙いがあった。

## 伽藍
境内面積は4974坪。本堂は大広間、表門とともに元禄16年（1703年）の建立で、現在でも山形市内における寺院の中で最も広大な建物であり、江戸時代中期の木造建築物としては東北第一とされる。書院・庫裏・鐘楼は慶長年間の建築で、梵鐘と鐘楼は山形県の指定文化財となっている。本堂の四隅にある力士像は左甚五郎作と伝えられる。山門を入って右側に立つ大イチョウは別名「雪降り銀杏」と呼ばれる。根回りが7.5mある巨樹で、山形市の天然記念物に指定されている。

## 文化財
- 専称寺鐘楼 - 県指定有形文化財。建築年代は不明だが、梵鐘の鋳造された慶長11年（1606年）頃と考えられる。頭貫である木鼻の絵様や頭貫に施された彫刻などの様式から、桃山時代の特徴が見られる[10]。
- 梵鐘 - 県指定有形文化財。銘により、西村道仁作、慶長11年製とされる。総高115.4cm、口径67.2cm[11]。
- 絹本著色願正上人像 - 県指定有形文化財。高擶専称寺の開基、願正の画。筆者不明だが、桃山時代の狩野派の作とされる[5]。
- 絹本著色義光夫人像 - 県指定有形文化財。最上義光の正室（大崎夫人）の画[12]。
- 砧青磁筍節花瓶 - 県指定有形文化財。南宋時代の作。最上家からの寄進とされる[13]。
- 本堂 - 市指定有形文化財[14]。
- 大イチョウ - 市指定天然記念物[15]。

## 交通アクセス
- 山形駅から2.5km。山交バス専称寺口下車2分